# Кръстьо Марев
Кръстьо Марев е български диригент, един от основателите на Пловдивската опера и значима фигура в музикалния живот на града. В различни периоди е ръководител в Пловдивското певческо дружество, преподавател в музикалното училище, и църковнохоров деец.

## Биография
Роден е на 12 септември 1922. Ученик е на диригента и композитор Никола Кенов.
През 1953 година участва в създаването на Пловдивската опера и работи в нея в продължение на 34 години. Още от първия спектакъл на сцената на Операта – „Продадена невеста“ на Бедржих Сметана – на 15 ноември 1953 година името му фигурира в афишите. От 1966 до 1985 година е главен диригент на Операта. За 34 години диригентска работа, прави 80 постановки и дирижира над 3000 спектакли. Еталонни измежду тях са „Борис Годунов“, „Княз Игор“, „Лучия ди Ламермур“, „Луд гидия“. 
След пенсионирането си, се занимава с църковна музика с дирижиране на изпълнения в катедралния храм „Света Марина“.